# Alexander Ramsay af Mar
Kaptajn Alexander Arthur Alfonso David Maule Ramsay af Mar DL (født 21. december 1919, død 20. december 2000) var et medlem af den udvidede britiske kongefamilie. Han af fætter til dronning Ingrid af Danmark (mor til dronning Margrethe 2. af Danmark) og til arveprins Gustav Adolf af Sverige (far til kong Carl 16. Gustav af Sverige).

## Forfædre
Alexander Ramsay af Mar var oldesøn af Victoria af Storbritannien og prins Albert af Sachsen-Coburg og Gotha samt af den tyske general, prins Frederik Karl af Preussen.
Alexander Ramsay af Mar var søn af prinsesse Patricia af Connaught, lady Ramsay og admiral sir Alexander Robert Maule Ramsay (en søn af John Ramsay, 13, jarl of Dalhousie).

## Familie
Alexander Ramsay af Mar var gift med den skotske adelskvinde Flora Fraser, 21. lady Saltoun (født 1930). Flora Fraser var medlem af det britiske overhus i 1979–2014.
Flora Fraser og Alexander Ramsay af Mar fik tre døtre. Den ældste den ærede Katharine Fraser (født 1957) er arving til titlen som den 22. lady Saltoun. De yngre døtre er Alice Elizabeth Margaret Ramsay (født 1961) og Elizabeth Alexandra Mary Ramsay (født 1963).